# هاوی دوراو
هاوی دوراو (به انگلیسی: Howie Dorough) متولد (۲۲ اوت ۱۹۷۳) خواننده و ترانه سرا آمریکایی است. او عضو گروه بک‌استریت بویز است